# La vida después
La vida después es una película dramática argentina de 2015 dirigida por Pablo Bardauil y Franco Verdoia. Narra la historia de un matrimonio que decide separarse, pero en el proceso descubrirán secretos uno del otro. Está protagonizada por Carlos Belloso y María Onetto. La película se estrenó el 7 de mayo de 2015.

## Sinopsis
Juan y Juana mantuvieron una relación de casados durante 25 años hasta que un día deciden separarse. Por un parte, Juan se angustia cuando descubre que su esposa lo estuvo engañado con el mejor amigos de ambos, mientras que por el otro lado, Juana comienza a entrar en un estado de conmoción tras descubrir situaciones del pasado de Juan que desconocía.

## Elenco
- Carlos Belloso como Juan
- María Onetto como Juana
- Rafael Ferro como Gonzalo
- María Lorenzutti como Paula
- Esteban Meloni como Federico
- Sandra Villani como Horacia
- José Luis Alfonzo como Fiscal

## Recepción

### Comentarios de la crítica
La película recibió críticas positivas por parte de la prensa. Gaspar Zimerman de Clarín resaltó que «con actuaciones solventes y una filmación con espíritu teatral, desarrollada casi únicamente en interiores, esa primera mitad es la mejor de la película, porque da en la tecla de lo que puede sucederle a un hombre recién separado». Diego Lerer de Otros cines declaró que «las sobrias y muy sólidas actuaciones de Belloso y Onetto están entre lo mejor de este drama que, tras un muy buen planteo y arranque, no termina siendo del todo convincente en su etapa final».
En una reseña para Página 12, Diego Brodersen escribió que «María Onetto y Carlos Belloso tienen la tarea de cargar una parte sustancial del peso específico del film, y lo hacen previsiblemente bien»; y que «La vida después es un film cuya respiración termina agotándose antes de tiempo». Martín Chiavarino de A sala llena manifestó que «con grandes actuaciones de María Onetto y Carlos Belloso y una exquisita labor de fotografía de Jorge Dumitre, La vida después nos coloca en la antesala de los finales afligidos».

### Premios y nominaciones
| Lista de premios y nominaciones | Lista de premios y nominaciones | Lista de premios y nominaciones | Lista de premios y nominaciones | Lista de premios y nominaciones | Lista de premios y nominaciones |
| Año                             | Organización                    | Categoría                       | Nominado/a(s)                   | Resultado                       | Ref(s)                          |
| ------------------------------- | ------------------------------- | ------------------------------- | ------------------------------- | ------------------------------- | ------------------------------- |
| 2015                            | Premios Sur                     | Mejor actor de reparto          | Rafael Ferro                    | Nominado                        | [ 9 ]                           |